# 傑克遜縣 (佛羅里達州)
傑克遜縣（英語：Jackson County）是位於美国佛罗里达州西北部的一個縣，北鄰亚拉巴马州，東鄰喬治亞州。面積2,472平方公里。根據美國普查局2020年的統計，共有人口47,319人。縣治瑪麗安娜（Marianna）。該縣成立於1822年8月12日（與杜瓦爾縣同日成立，當時的共同邊界在薩旺尼河。縣名紀念曾任首任佛羅里達領地總督的第七任美国总统安德鲁·杰克逊。